# Clossiana miyakei
Clossiana miyakei är en fjärilsart som beskrevs av Matsumura 1919. Clossiana miyakei ingår i släktet Clossiana och familjen praktfjärilar. Inga underarter finns listade i Catalogue of Life.